# Igor Bachner
Igor Bachner (* 16. září 1946 Bratislava-Staré mesto) je bývalý slovensko-kanadský fotbalista, záložník a útočník.

## Fotbalová kariéra
Je odchovancem Slovanu Bratislava, za který nastoupil před vojnou v lize v jediném utkání. Základní vojenskou službu odsloužil v Dukle Banská Bystrica, do které nastoupil před sezónou 1966/1967. Nepropracoval se do prvního týmu Dukly Banská Bystrica, která hrála Divizi, skupinu F a tak hrával za její B-tým Krajské mistrovství. Po skončení základní vojenské služby odešel do Škody Plzeň, kde hrál v československé lize. V československé lize nastoupil za Plzeň ve 12 utkáních, gól nedal. V sezóně 1971-72 nastoupil v Poháru vítězů pohárů proti FC Bayern Mnichov. Po emigraci hrál v americké North American Soccer League za Montreal Olympique, Boston Minutemen, San Diego Sockers (kde byl např. i 3 roky spoluhráčem populárního Kazimierze Deyny) a Rochester Lancers a v severoamerické halové lize Major American Soccer League za Hartford Hellions.

## Ligová bilance
| Ročník                                   | Zápasy | Góly | Klub              |
| ---------------------------------------- | ------ | ---- | ----------------- |
| 1. československá fotbalová liga 1965/66 | 1      | 0    | Slovan Bratislava |
| 2. československá fotbalová liga 1968/69 | -      | -    | Škoda Plzeň       |
| 1. československá fotbalová liga 1970/71 | 12     | 0    | Škoda Plzeň       |
| CELKEM 1. liga                           | 13     | 0    |                   |